# Österrikes damlandslag i volleyboll
Österrikes damlandslag i volleyboll (tyska: Österreichische Volleyballnationalmannschaft der Frauen) representerar Österrike i volleyboll på damsidan. Det har deltagit i VM två gånger och EM tre gånger i samtliga fall relativt tidigt. På senare tid har det deltagit i European Volleyball League.

### Fotnoter
1. ↑  Todor Krastev. ”Women Volleyball II World Championship 1956 Paris (FRA) 30.08-12.09 Winner Soviet Union” (på engelska). http://www.todor66.com/volleyball/World/Women_1956.html. Läst 29 juni 2024.
2. ↑  ”Volleyball - Women's World Championship 1956 - Calendar & Results” (på engelska). Les-Sports.info. https://www.the-sports.org/volleyball-1956-women-s-world-championship-epr22662.html. Läst 29 juni 2024.
3. ↑  ”1958 Senior European Championships” (på engelska). Confédération Européenne de Volleyball. https://www-old.cev.eu/Competition-Area/competition.aspx?ID=297&PID=620. Läst 27 februari 2023.
4. ↑  Todor Krastev. ”Women Volleyball IV World Championship 1962 Moscow (URS) 13-25.10 Winner Japan” (på engelska). http://www.todor66.com/volleyball/World/Women_1962.html. Läst 29 juni 2024.
5. ↑  ”Volleyball - Women's World Championship 1962 - Calendar & Results” (på engelska). Les-Sports.info. https://www.the-sports.org/volleyball-1962-women-s-world-championship-epr22676.html. Läst 29 juni 2024.
6. ↑  ”1963 Senior European Championships” (på engelska). Confédération Européenne de Volleyball. https://www-old.cev.eu/Competition-Area/competition.aspx?ID=298&PID=621. Läst 27 februari 2023.
7. ↑  ”1971 Senior European Championships” (på engelska). Confédération Européenne de Volleyball. https://www-old.cev.eu/Competition-Area/competition.aspx?ID=300&PID=623. Läst 26 februari 2023.
8. ↑  ”2017 CEV Volleyball European League - Women” (på engelska). Confédération Européenne de Volleyball. https://www-old.cev.eu/Competition-Area/competition.aspx?ID=989&PID=-2. Läst 24 juni 2024.
9. ↑  ”2018 CEV Volleyball European Silver League - Women” (på engelska). Confédération Européenne de Volleyball. https://www-old.cev.eu/Competition-Area/competition.aspx?ID=1092&PID=-2. Läst 9 maj 2022.
10. ↑  ”2019 CEV Volleyball European Golden League - Women” (på engelska). Confédération Européenne de Volleyball. https://www-old.cev.eu/Competition-Area/competition.aspx?ID=1152&PID=-2. Läst 11 maj 2023.
11. ↑  ”CEV Volleyball European Silver League 2021  -  Women” (på engelska). Confédération Européenne de Volleyball. https://www-old.cev.eu/Competition-Area/competition.aspx?ID=1297&PID=-2. Läst 23 oktober 2022.
12. ↑  ”CEV Volleyball European Silver League 2023  -  Women” (på engelska). Confédération Européenne de Volleyball. https://www-old.cev.eu/Competition-Area/competition.aspx?ID=1477&PID=-2. Läst 14 juli 2023.
13. ↑  ”2024 Volleyball European Golden League  -  Women” (på engelska). Confédération Européenne de Volleyball. https://www.cev.eu/national-team/european-leagues/european-golden-league/women/2024/. Läst 16 juni 2024.